# HD 114326
HD 114326，又名BD+17 2595，SAO 100439、HR 4962，是一颗恒星，视星等为5.91，位于銀經326.33，銀緯78.88，其B1900.0坐标为赤經13h 4m 52.8s，赤緯+17° 78.88′ 55″。